# Manzoor Hussain
Manzoor Hussain (Sialkot, 28 oktober 1958 – Lahore, 28 augustus 2022) was een hockeyer uit Pakistan. 
Hussain won met de Pakistaanse ploeg de bronzen medaille tijdens de Olympische Spelen in het Canadese Montreal.
In 1978 werd 
Hussain wereldkampioen door in de finale Nederland te verslaan. 
In hetzelfde jaar won Hussain de eerste editie van de Champions Trophy.
De Olympische Zomerspelen 1980 in Moskou werden door Pakistan geboycot waardoor Hussain niet aan deze spelen kon deelnemen. 
In het Indiase Bombay prolongeerde Hussain met de Pakistaanse ploeg de wereldtitel.
Hussain mocht tijdens de Olympische Spelen 1984 in Los Angeles de Pakistaanse vlag dragen tijdens de openingsceremonie.
Met de Pakistaanse ploeg won hij de gouden medaille.
Hij overleed op 28 augustus 2022 aan een hartaanval in een ziekenhuis in Lahore.

## Erelijst
- 1976 –  Olympische Spelen in Montreal
- 1978 -  Wereldkampioenschap in Buenos Aires
- 1978 -  Champions Trophy in Lahore
- 1978 -  Aziatische Spelen in Bangkok
- 1980 -  Champions Trophy in Karachi
- 1982 -  Wereldkampioenschap in Bombay
- 1982 - 4e Champions Trophy in Amstelveen
- 1982 -  Aziatische Spelen in New Delhi
- 1984 –  Olympische Spelen in Los Angeles
- 1984 -  Champions Trophy in Karachi